# Сардиния
Сардиния (на италиански: Sardegna; на сардински: Sardigna; на каталански Sardenya; на латински: Sardinia) е административен регион в Италия, разположен на остров Сардиния, който се ползва със специален автономен статут от 1948 г. Населението към 2017 г. е 1 651 793 жители. До началото на шейсетте години на ХХ век Сардиния се възприема като изолирана, архаична и съкровищница от древни обичаи и навици.

## География

### Географско положение, граници, големина, брегове
| Остров Сардиния е вторият по големина остров в Средиземно море (след Сицилия). Намира се в центъра на западно-средиземноморския басейн и отстои на около 200 km от бреговете на Апенинския полуостров. Площ от 24 089 km². На север протокът Бонифачо го отделя от френския остров Корсика. Островът има масивни очертания със стръмни брегове на изток и предимно низини на запад. По протежение на бреговата линия от приблизително 1900 km са налице множество предимно малки скалисти и пясъчни заливи, най-големи от които са Асинара на север, Ористано на запад, Палмас на югозапад и Каляри на юг. |

### Релеф, геоложки строеж
Преобладава предимно планинския релеф с максимална височина връх Ла Мармора 1834 m, издигащ се в масива Дженардженто. Планинските масиви на изток (Дженардженто, Ала и Лимбара) са изградени основно от гранити и кристалинни шисти, а на запад са развити стъпаловидни лавови и туфови плата. На югозапад е разположен изолирания масив Иглезиенте, отделен от планините в централните части от низината Кампедано.

### Климат
Климатът е субтропичен, средиземноморски. Средна януарска температура 7 – 10 °С, средна юлска 24 – 26 °С. Валежите варират от 600 mm в равнините до 1000 mm в планинските райони и падат предимно през зимата. През лятото (май – септември) се наблюдава продължително засушаване. Важен факгор за климата са силата и честотата на ветровете: мистрал от северозапад и сироко от югоизток.

### Води
Реките на острова са къси, бурни и пълноводни през зимата, а през лятото силно намаляват. Голяма част от водите им се използват за напояване. Най-големите са Тирсо, Флумендоса, Ману, Чедрино, Когинас, Позада, Темо.

### Почви, растителност
Поради климатичните особености, стръмните безводни склонове, наличието на много вулканични скали плодородните почви са малко. На места натрошените и надробени скали превръщат полетата в пустиня (ерема). Горите са малко на брой (едва 4% от площта на острова) в резултат на предимно засушливия климат, пожарите и безогледната сеч през столетията и са развити главно по северните склонове на планинските масиви.. Разпространени са вечнозелени и листопадни гори с участие на дъб, кестен и елша. Преобладават храстово-дървесните формации известни под наименованията макия и гарига.

## Административно деление
Островът е единият от двата острова, съставящи Островна Италия, и има статут на автономен регион. Населението на острова е признато от италианския парламент като отделен народ. Главен град е Каляри. Островът се поделя на 5 провинции:
| Карта | Провинции в Сардиния                                 |
| ----- | ---------------------------------------------------- |
|       | - Каляри - Сасари - Нуоро - Ористано - Южна Сардиния |

## История
Природните условия правят Сардиния една от онези средиземноморски земи, върху чиято култура и история те оказват мащабно влияние. Според парижкия социогеограф Льо Лану историята на острова започва с неговата тектогенеза. Редица геоложки разломи повече от планините създават изолация на различните региони и предотвратяват образуването на хомогенно общество на острова. Изолацията на острова особено в северната му част се увеличава и от недостъпните му брегове. Това намира отражение и в културната история на Сардиния поради контраста между планините на север с техните бедни почви и южните и северозападните хълмове и плодородни низини.
Заселването на Сардиния след праисторическо време е повлияно и от политически обстоятелства. В определени периоди населението обитава защитените низини далеч във вътрешността, а в други времена, като например по време на пуническото и римското владичество, предпочита крайбрежните равнини и хълмове, където отглежда зърнени култури и търговията процъфтява. Според абасидския административен географ Ибн Хурдазбих през IX век Сардания има собствен патриарх, който е и „владетел на всички острови в морето“. През Средновековието нашествията на сарацините карат сардинците да обърнат гръб към морето и се установяват в селища във вътрешността. Тогава водата и добрите почви стават по-маловажни от сигурността и периодът се нарича civilta dei villaggi, култура на селото. Тя се основава на независимост и самоуправление на отделните села и нейните следи са все още видими през XIX век. Самоуправлението на селата е източник на процъфтяваща занаятчийска дейност, организирана на семейни начала, зависима от местните суровини и практикувана в допълнение към нормалните агропасторални дейности. Това общо правило има само няколко изключения, като например медните ковачи от Исили, голямо семейство цигани, които са заселени там, и грънчарите в Кампидано, организирани на базата на работилници. Друг важен източник за сардинската дихотомия е двуезичието. Сардинският език е ранен и изолиран клон на романските езици. Речникът му е богат на конкретни понятия и технически термини, свързани с живота на фермерите и овчарите. Липсват абстрактни понятия и изрази извън агропасторалната сфера. Когато съществуват, те са неологизми, произлизащи от италианския език.
От 1720 до 1861 г. е в състава на Сардинското кралство.
В първата половина на ХХ век Сардиния е „Земя на фермери и пастири“ с приблизително население от 850 хил. души, концентрирани в 364 села. Градското население има незначителен дял, маларията е ендемична до 1947 г. Липсва индустрия освен тази в солниците и рудниците за въглища, олово, сребро, цинк, желязо и мед. Липсата на добри главни пътища прави търговията много оскъдна, поради което няма регионални пазари с някакво значение. Външната търговия е в ръцете на несардинци и е свързана с експлоатацията на малкото минерали на острова. През този период в Сардиния липсва истинска средна класа на производители, липсва интелигенция и е налице висок процент на неграмотност. През периода на фашизма са реализирани правителствени инициативи по отводняването и подобряването на почвата, изграждането на пътища, които са продължени от следвоенното регионално управление и са насочени към разширяване на земеделието извън селските райони.